# Vulcanbius godmani
Vulcanbius godmani är en mångfotingart som först beskrevs av Pocock 1895.  Vulcanbius godmani ingår i släktet Vulcanbius och familjen stenkrypare. Inga underarter finns listade i Catalogue of Life.